# San Ferdinando (by)
 For alternative betydninger, se San Ferdinando. (Se også artikler, som begynder med San Ferdinando)
San Ferdinando er en by i Calabrien, Italien med 4.269 (2023) indbyggere.